# Fujii Fumiya
Fumiya Fujii (藤井 フミヤ?, Fujii Fumiya; Fukuoka, 11 luglio 1962) è un artista e cantante giapponese J-pop dell'etichetta Sony Music Japan.

## Biografia
Negli anni '80, Fujii lasciò il suo lavoro alle Japanese National Railways e diede avvio alla propria carriera musicale, come voce e frontman del gruppo pop rock The Checkers, nel quale militava anche il fratello Naoyuki Fujii. Quando il gruppo si sciolse, nel 1992, egli iniziò la carriera solista. Tuttavia, alla fine degli anni '90, partorì un ulteriore progetto con il fratello, un album intitolato F-Blood.
Il suo singolo del 1993, True Love, un messaggio di ringraziamento verso i suoi fan, vendette più di 2 milioni di copie, segnando il record delle sue vendite personali.
Il 31 dicembre 2007 divenne il secondo cantante ad aver effettuato 100 concerti al Nippon Budokan, sebbene questo suo record includa anche i concerti che vi aveva dato insieme ai Checkers. Per quanto riguarda il suo record personale, esclusi quelli del gruppo, i suoi concerti al Budokan ammontano a 47.
Oltre alla musica, Fujii Fumiya si diletta anche nell'arte digitale, che egli chiama Fumiyart.

## Discografia

### Singoli
- True Love (10 novembre 1993)
- Eros (1º aprile 1994)
- Time Machine (21 aprile 1995)
- Heart Break (2 agosto 1995)
- Get Up Boy (17 novembre 1995)
- Girl Friend (22 aprile 1996)
- Another Orion (7 agosto 1996)
- Snow Crystal (21 novembre 1996)
- Do Not (7 maggio 1997)
- Dog of Straw (わらの犬?, Wara no Inu) (1º agosto 1998)
- Age of Wind (風の時代?, Kaze no Jidai) (12 maggio 1999)
- Moonlight Magic (20 novembre 1999)
- Stay with me (19 aprile 2000)
- Inside (10 maggio 2000)
- Upside Down (23 maggio 2001)
- To a Tomorrow Weather Lag (明日天気にしておくれ?, Ashita Tenki ni Shiteokure) (18 luglio 2001)
- All This Love (12 dicembre 2001)
- Seven Wonders (22 maggio 2002)
- Boy's Heart (21 maggio 2003)
- Thrill up (21 aprile 2004)
- Blowing to Wind of Sunbeam (木漏れ日の風に吹かれ?, Komorebi no Kaze ni Fukare) (10 novembre 2004)
- To Sky of Victory (勝利の空へ?, Shōri no Sora e) (27 aprile 2005)
- The Night When You Think Me (君が僕を想う夜?, Kimi ga Boku o Omou Yoru) (9 novembre 2005)
- Under Harajuku Above Shimokita (下北以上 原宿未満?, Shimokita Ijō Harajuku Miman) (12 luglio 2006)

### Album
- Rock'en Roll (7 giugno 1995)
- Tears (20 settembre 1996)
- Standard (16 dicembre 1996, Pony Canyon Records)
- Pure Red (18 giugno, 1997)
- Soramoyō (ソラモヨウ?) (1º ottobre 1998)
  - ripubblicato sotto forma di CD nel 2001 dalla Sony Japan
- Singles (Best of album, 18 novembre 1998)
- 2000-1 (1º luglio 1999)
- In and Out (5 luglio 2000)
- Club F (20 giugno 2001)
- Equal (19 giugno 2002)
- The Party Remix (31 luglio 2002)
- Re Take (9 ottobre 2002)
- My Carol (26 marzo 2003)
- Right Here Right Now CD (18 giugno 2003, Smej Associated 2348)
- Lady Sister Baby (22 ottobre 2003)
- Cloverfield (19 maggio 2004)
- Pop Star (29 settembre 2004)
- Strange Fruit (奇妙な果実?, Kimyō na Kajitsu) (29 giugno 2005)
- With The Rawguns (20 settembre 2006)